# Poricicea, Horodok
Poricicea (în ucraineană Поріччя) este un sat în comuna Zavîdovîci din raionul Horodok, regiunea Liov, Ucraina.

## Demografie
Componența lingvistică a localității Poricicea
     Ucraineană (100%)
Conform recensământului din 2001, toată populația localității Poricicea era vorbitoare de ucraineană (100%).